# Line Burquier
Line Burquier (7 mei 2003) is een Franse wielrenster, die actief is op de weg, in het veld en op de mountainbike.
In 2021 werd ze in het mountainbike bij de junioren zowel Europees als wereldkampioen cross-country. Een jaar later werd ze in deze discipline Frans en wereldkampioene bij de beloften.
In januari 2022 werd Burquier Frans kampioen veldrijden bij de elite. In november 2022 won ze zilver op het Europees kampioenschap veldrijden bij de beloften in Namen, op 50 seconden achter winnares Puck Pieterse.

## Palmares

### Weg
2022
 Frans kampioenschap op de weg, beloften

### Veld
2019-2020

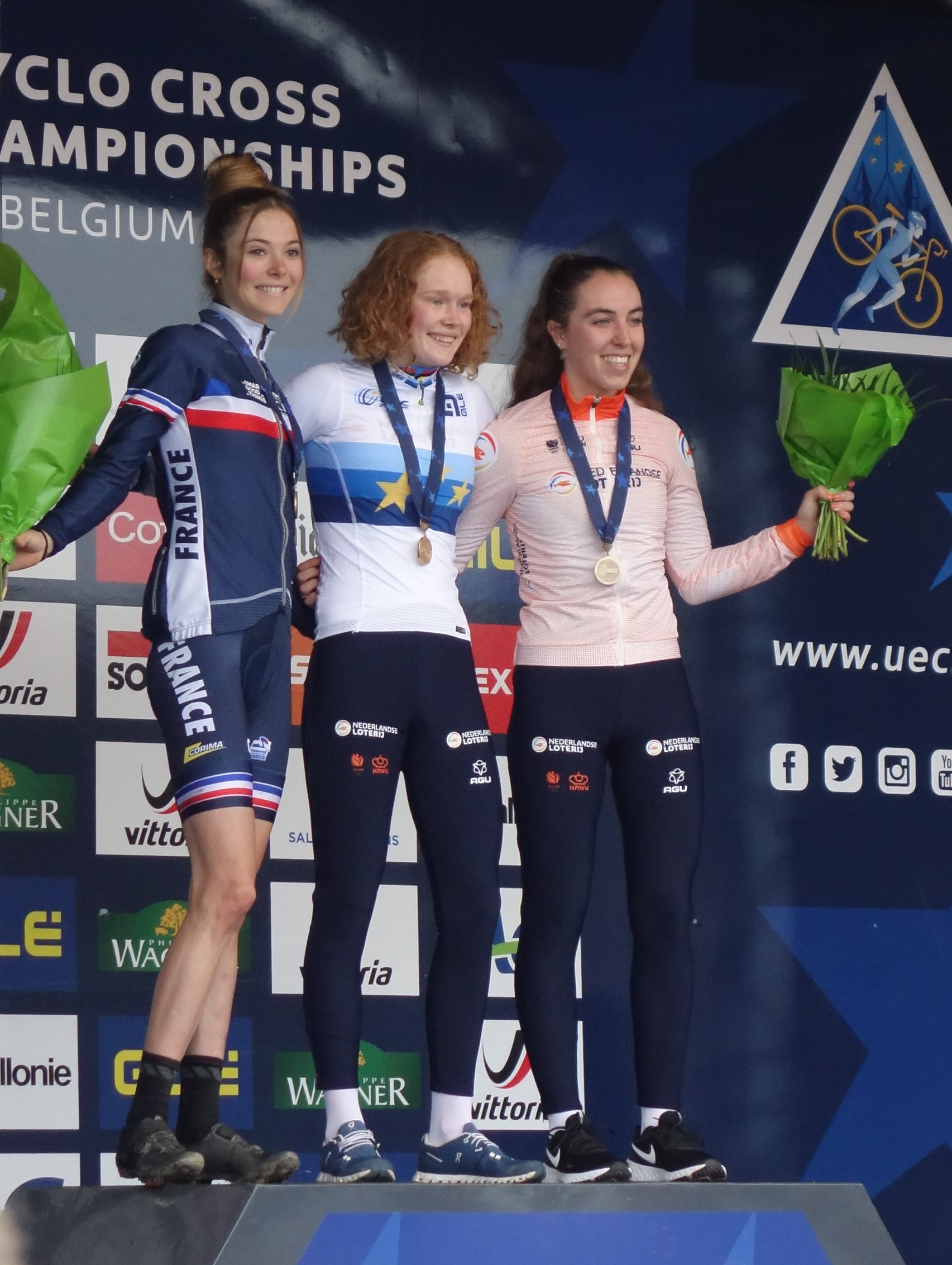
Line Burquier (l) won zilver op het EK 2022

 Frans kampioen, junioren
2020-2021
 Frans kampioen, junioren
2021-2022
 Frans kampioen, elite
 Frans kampioen, beloften
2022-2023
 Europees kampioenschap, beloften

### Mountainbike
2020
 Frans kampioenschap cross-country, junioren
2021
 Wereldkampioen mixed relay (met Mathis Azzaro, Adrien Boichis, Jordan Sarrou, Tatiana Tournut en Léna Gérault)
 Wereldkampioen cross-country, junioren
 Europees kampioen cross-country, junioren
 Frans kampioenschap cross-country, junioren
2022
 Wereldkampioen cross-country, beloften
 Frans kampioen cross-country, beloften